# 于沈潼
于沈潼（1968年6月8日—），中國男子乒乓球運動員，1985年進入國家隊。
他曾經在1992年夏季奧林匹克運動會與馬文革搭檔出戰男子雙打項目，生涯贏得了兩面世錦賽獎牌。